# Walking in London
Walking in London ist das vierte Album der US-amerikanischen Alternative-Rock-Band Concrete Blonde. Schlagzeuger Harry Rushakoff war nach einer Aussprache mit Johnette Napolitano zurückgekehrt und löste den Engländer Paul Thompson ab, der immer wieder Probleme mit der Einwanderungsbehörde bekommen und der Band damit Stress bereitet hatte. Die Urbesetzung von Concrete Blonde war nun wieder beieinander.

## Gastmusiker
In unbekanntem Ausmaß ergänzte Tom Petersson (Cheap Trick) die Bass-Aufnahmen. Andy Prieboy (Wall of Voodoo) sang Backing Vocals ein. Die französischen Sätze in Les Cœurs Jumeaux sprach Bernadette Colomine vom Duo The Apache Dancers, das beim gleichen I.R.S.-Sublabel unter Vertrag stand. Später werden Napolitano und Mankey im Gegenzug Colomine bei einem anderen Projekt als Gastmusiker zur Verfügung stehen.

## Titelliste
1. Ghost of a Texas Ladies' Man (Johnette Napolitano) – 3:50
2. Walking in London (Johnette Napolitano) – 6:42
3. Les Cœurs Jumeaux (Johnette Napolitano) – 4:14
4. Woman to Woman (Johnette Napolitano) – 4:28
5. Why Don't You See Me (Johnette Napolitano) – 4:31
6. City Screaming (Johnette Napolitano) – 4:00
7. Someday? (Johnette Napolitano) – 3:30
8. I Wanna Be Your Friend Again (Johnette Napolitano) – 5:17
9. ...Long Time Ago (Johnette Napolitano) – 2:14
10. It's a Man's World (James Brown, Betty Jean Newsome) – 4:56

## Songinfos
Nach der Fertigstellung beklagte Napolitano, dass sie die neuen Lieder alle alleine komponiert habe, die Bandkollegen zum Songwriting nichts beigesteuert hätten.
Dem Billboard versicherte sie, dass sie sich mit diesem Album vom Vorwurf, sie mache „suicide music“ (Selbstmord-Musik), freigeschwommen habe.
Die erste Single Ghost of a Texas Ladies' Man ist eine „laszive Rockabilly-Persiflage des Oldies Ghost Riders in the Sky“ (den die Band sogar schon live vorgetragen hat). Der besungene Geist habe Napolitano auf einer Tour mit Sting eines Nachts in Texas belästigt. Er sei im Hotelzimmer herum geschwebt, habe Schranktüren geöffnet und den Lichtschalter betätigt.
Napolitano hatte nach einer körperlich anstrengenden Tour ein knappes Jahr bei Freunden in London gelebt und es genossen, andere Länder so ungewohnt schnell erreichen zu können. Auf diese Regenerationsphase bezieht sich die dritte Single Walking in London. Trotzdem gelingt es dem lyrischen Ich (mit der realen Napolitano identisch) nicht, den Gedanken an den Verflossenen loszuwerden, egal an welchem noch so amerikafernen Ort. Die Erzählmethode ähnelt frappierend der bei Over Your Shoulder vom Debütalbum, nur dass die Rollen vertauscht sind, das heißt jetzt spürt die Protagonistin die imaginäre Anwesenheit statt selbst der beängstigende Geist zu sein.
Im Waschzettel zum Album heißt es: „Und Why Don’t You See Me erzählt zu balladesk-nachdenklichen Tönen die Geschichte einer verkorksten Zweierbeziehung.“ Das Napolitano nicht loslassende Thema „unglückliche Liebe“ blitzt auch auf diesem Album mehrfach auf, nur eben nicht mehr so polternd wie früher.
City Screaming ist – wie schon zuvor Roses Grow – mit Straßengeräuschen unterlegt. Das Thema sind die unangenehmen Stadtseiten, zum Beispiel der Knall, den man durchs Fenster hört und die Überlegung, ob es ein Schuss oder ein Autounfall gewesen sein mag. Es knüpft damit an die bisherigen kritischen Stadtbetrachtungen an (Still in Hollywood ist die andere) und ist tatsächlich wieder auf die Hassliebe Los Angeles gemünzt und nicht etwa ein verarbeiteter London-Eindruck. Erst Mexican Moon wird eine angedeutete Liebeserklärung an L.A. enthalten (Close to Home).
Ein Beziehungsende hat auch die zweite Single Someday?, musikalisch im Stile des Chart-Erfolges Joey gehalten, zum Gegenstand.
Die Umsetzung der Idee von einer verlassenen Frau, die am Telefon ihrem Ex gegenüber vorgibt, es gehe ihr gut, was jedoch keineswegs den Tatsachen entspricht, ist dergestalt, dass in I Wanna Be Your Friend Again der linke Kanal die ausgesprochenen Sätze hören lässt, „während der andere Kanal kommentiert, kritisiert, an Floskeln kratzt.“
Mit It's a Man's World (eigentlich: It’s a Man’s Man’s Man’s World), wandelt Napolitano einen Soul-Klassiker in einen lupenreinen Blues um und „legt mehr Biß in die Zeilen als der gealterte Soul-Chauvi“ James Brown.

## Artwork
Seit dem Free-Artwork und der Happy-Birthday-Video-Ausstattung hatte Napolitano einen Narren an Anne Sperling gefressen, die deshalb erneut ran durfte. Beibehalten wurden beim Cover Bildaufteilung und Stil. Die flatternden Schriftbänder oben und unten, die den Bandnamen und den Albumtitel verkünden, sind somit eine Variation der Free-Vorlage, selbst Sonne und Mond, nunmehr eng aneinander geschmiegt, ergänzen wieder mittig das zeitweilige Logo. Zwischen den Spruchbändern ist das eigentliche Covermotiv abgebildet: Eine Theaterbühne mit expressionistischem London-Bühnenbild. Darin stehen die drei Bandmitglieder. Napolitano rafft gerade ihr Kostüm, der ein dunkles Gala-Livree mit goldenem Schnörkelmuster tragende Mankey hält ein loderndes Sonnengesicht in der Hand und der ein helles Livree mit bis zum Saum reichenden waagerechten zweigartigen Applikationen tragende Rushakoff einen schlafenden Vollmond.
Der CD-Einleger ist kein Booklet, sondern ein Faltblatt. Aufgefaltet erhält man inwendig einen vergrößerten Bühnenausschnitt in Schwarzweiß, ohne Darsteller. Umseitig sind viereckige farbige Detailausschnitte der Cover-Szene zu sehen (die Sonne, der Mond), aber auch nicht vom Cover stammende Requisiten (die Concrete-Blonde-Markenzeichen „Spielkarte“ und „Rose“ zum Beispiel) nebst auf „heilig“ getrimmte Porträtfotos der Musiker.
Halbfigur-Fotos von ihnen befinden sich auf dem Backcover oberhalb der Tracklist. Links ist Mankey abgebildet, im dunklen Livree mit einem Kerzenleuchter, in der Mitte eine traurig die Hände faltende Napolitano in ihrem Bühnenkostüm, rechts der ein kettenumwickeltes Metallherz haltende „Diener“ Rushakoff. Bei ansonsten völlig gleicher Front- und Backcover-Aufmachung haben auf dem LP-Backcover die Bilder von Mankey und Rushakoff die Seiten gewechselt.
Die CD-Single Ghost of a Texas Ladies' Man zeigt ein Stillleben in Form einer Unordnung auf einer Ablage, in der neben einem Stiefel, einer Gitarre, einem gefüllten Glas und weiteren Dingen auch die von vorhergehenden Artworks vertrauten Symbole „Spielkarten“ und „Rosen“ auftauchen.

## Rezeption
Martin Scholz schrieb in der Frankfurter Rundschau: „Die Amerikanerin wirkt lockerer, röhrt sich energisch durch ihre kompakte Mischung aus rauhem Rock, Blues und Punk-Zitaten, die sie mit gefühlvollen Grooves zusammenhält. Sie knüpft da an, wo sie vor zwei Jahren mit Bloodletting aufgehört hat, nur klingt sie heute eher rotzig bis heiter, statt düster und schwermütig.“
Der Metal Star lobte den „sehr eigenwilligen Stil“, der hier „etwas zugängiger geworden“ sei, beschrieb im Folgenden einzelne Stücke und gestand 8,5 von 10 möglichen Punkten zu.
Im Musikexpress kam Walking in London nicht an, wie am 14. Platz unter 15 verglichenen Neuerscheinungen abzulesen ist. In der Einzelkritik, die mit 3 von 6 möglichen Sternen endet, heißt es: „[Napolitano] liefert eine exaltiert dramatische Gesangsperformance ab, die den Hörer in jeder Sekunde fordert.“ Diese sei aber wichtig, denn sonst wäre „Walking in London trotz einiger brillanter Riff- und Refrain-Ideen ziemlich farblos und beliebig.“
Der Rezensent der Audio hob die verschiedenen stilistischen Ausformungen hervor und kam zu dem Schluss: „Das ist das Geheimnis des kalifornischen Trios um die Power-Vokalistin Johnette Napolitano […].“ In der Bewertungsskala, die von 0 bis 5 Ohr-Piktogrammen reicht, bedeuten die jeweils für „Musik“ und „Klang“ vergebenen 4 Ohren ein doppeltes „Sehr gut“.
Harald Kepler konstatierte in Stereo einen „lebendigen Rocksound mit viel Biß“ und „ungewöhnlichen Songtexten“. Sein Fazit: „Abwechslungsreicher Gitarrenrock Marke Westcoast“, was 8 von 10 Punkten jeweils für die Musik und die Klangtechnik ergab.
Das Kundenmagazin WOM Journal widmete Concrete Blonde im Mai 1992 eine Titelstory und pries darin Napolitanos „breites Spektrum“: „[Sie] gebärdet sich mal wie eine Furie, um sich gleich darauf wie eine verträumte Jungfrau zu geben.“
Eine Seite des Napolitano-Spektrums bevorzugte Frank Keil im Zillo: „Am besten gefällt mir Johnette Napolitano aber bei den ruhigen Balladen wie Why Don’t You See Me, denn dort kommt ihre Ausnahmestimme so richtig zur Geltung.“
Die Internet-Plattform Allmusic vergab 3 von 5 möglichen Sternen.